# Kanton Morteau
Morteau is een kanton van het Franse departement Doubs. Het kanton maakt deel uit van het arrondissement Pontarlier.

## Gemeenten
Het kanton Morteau omvatte tot 2014 de volgende 7 gemeenten:
- Les Combes
- Les Fins
- Grand'Combe-Châteleu
- Les Gras
- Montlebon
- Morteau (hoofdplaats)
- Villers-le-Lac

Bij de herindeling van de kantons door het decreet van 25 februari 2014 met uitwerking op 22 maart 2015 werd het kanton uitgebreid met 18 van de 22 gemeenten van het opgeheven kanton Le Russey, namelijk:
- Le Barboux
- Le Bélieu
- Le Bizot
- Bonnétage
- La Bosse
- La Chenalotte
- Les Fontenelles
- Grand'Combe-des-Bois
- Laval-le-Prieuré
- Le Luhier
- Le Mémont
- Montbéliardot
- Mont-de-Laval
- Narbief
- Noël-Cerneux
- Plaimbois-du-Miroir
- Le Russey
- Saint-Julien-lès-Russey